# ФК Рома сезона 2008/09.
У сезони 2008/09, ФК Рома је играла своју 76-ту сезону у Серији А.
У претходној сезони, Рома је достигла друго место у Серији А, па се такмиче у УЕФА-иној Лиги шампиона без квалификација. „Ђалороси“ су у минулој сезони такође освојили и Куп Италије, па су се надметали са Интером у Суперкупу Италије, трећи пут узастопно. Интер је победио у Суперкупу други пут у три сезоне.